# Sue Me
«Sue Me» es una canción de la cantante estadounidense Sabrina Carpenter. Se estrenó el 9 de noviembre de 2018 como sencillo de su tercer álbum de estudio Singular: Act I a través de Hollywood Records. La canción fue escrita por Sabrina Carpenter y Steph Jones y fue producida por Warren "Oak" Felder con sus coproductores, Trevor Brown y William Zaire Simmons. 

## Antecedentes y grabación
Carpenter escribió la canción después de que fue demandada por sus exgerentes de música Stan Rogow y Elliot Lurie por presuntamente no pagarles comisiones después de que los despidió en agosto de 2014. Afirmaron que deberían tener parte de los ingresos de los dos álbumes anteriores de Carpenter, Evolution y Eyes Wide Open. Carpenter ha confirmado que este es el trasfondo, pero no ha comentado sobre la situación ni ha declarado un resultado si todavía hay uno. También declaró que esta canción representaba pura confianza, y añadió que fue la primera canción que dio una dirección al álbum porque estaba en un carril diferente a las otras canciones que había escrito antes.
La canción fue escrita en septiembre de 2017, después de que Carpenter concluyó el De Tour, por Carpenter, Warren "Oak" Felder, Steph Jones, Trevor Brown y William Zaire Simmons. Fue producido por Felder con Brown y Zaire Koalo como coproductores. Felder, Brown y Koalo hicieron la voz de fondo mientras Felder programó la pista y Koalo manejó la programación de batería. Felder diseñó la pista en SuCasa Recording en Los Ángeles con Keith "Daquan" Sorrells como ingeniero asistente. La canción fue mezclada por Eric J Dubowsky en Hercules St. Studios en Sídney y Tim Watt sirvió como asistente de mezcla. Se masterizó en Sterling Sound en la ciudad de Nueva York por Chris Gehringer.

## Composición
La canción fue escrita por Sabrina Carpenter y Steph Jones y fue producida por Warren "Oak" Felder con sus coproductores, Trevor Brown y William Zaire Simmons. Líricamente, «Sue Me» trata sobre el alivio de estar fuera de un mal relación y desafiar a alguien a detenerlo por vivir su mejor vida.

## Vídeo musical
Carpenter estrenó por primera vez un fragmento del video musical el 9 de noviembre de 2018 en TRL . El video musical fue lanzado a través de Vevo y YouTube el 16 de noviembre de 2018. Fue dirigido por Lauren Dunn y los amigos de Carpenter, Joey King y Sergio D'arcy Lane, aparecen en el video musical. Fue filmado en un día en la Universidad de Pepperdine en Malibu, California, el mismo campus donde se filmó Zoey 101. Según el estilista de videos, la historia de Instagram de Scott King, el video fue filmado el 17 de agosto de 2018. Se dice que está basado en Legally Blonde ya que tiene historias, personajes y características muy similares.

## Presentaciones en vivo
Carpenter interpretó la canción por primera vez el 9 de noviembre de 2018, en The Today Show y Live with Kelly and Ryan. Además, interpretó la canción en la serie de conciertos de verano de Good Morning America.

## Posicionamiento en listas
| Listas (2019)                      | Mejor posición |
| ---------------------------------- | -------------- |
| Estados Unidos (Dance Club Songs)  | 1              |
| Estados Unidos (Mainstream Top 40) | 31             |

| Listas (2019)                     | Mejor posición |
| --------------------------------- | -------------- |
| Estados Unidos (Dance Club Songs) | 17             |

## Historial de lanzamiento
| País           | Fecha                  | Formato                     | Versión    | Discográfica                         | Ref    |
| -------------- | ---------------------- | --------------------------- | ---------- | ------------------------------------ | ------ |
| Varios         | 9 de noviembre de 2018 | Descarga digital, Streaming | Original   | Hollywood Records                    | [ 6 ]  |
| Australia      | 9 de noviembre de 2018 | Contemporary hit radio      | Original   | Hollywood, Universal Music Australia | [ 16 ] |
| Estados Unidos | 8 de enero de 2019     | Contemporary hit radio      | Original   | Hollywood                            | [ 17 ] |
| Varios         | 18 de enero de 2019    | Descarga digital            | Remixes    | Hollywood                            | [ 18 ] |
| Italia         | 25 de enero de 2019    | Contemporary hit radio      | Original   | Universal                            | [ 19 ] |
| Varios         | 22 de marzo de 2019    | Descarga digital            | A cappella | Hollywood                            | [ 20 ] |